# Теорије завере у вези смрти Дајане, принцезе од Велса
Постоје разне теорије завере око смрти Дајане, принцезе од Велса 1997. године. Званичне истраге у Британији и Француској откриле су да је Дајана умрла на начин који је у складу са медијским извештајима након фаталне саобраћајне несреће у Паризу 31. августа 1997. Године 1999. француска истрага је закључила да је Дајана умрла од последица судара. Француски истражитељ, судија Ерве Стефан, закључио је да су папараци били удаљени од Мерцедеса С280 када се несрећа догодила и да нису одговорни за то. Након што је саслушала доказе у британској истрази, порота је 2008. године вратила пресуду о „противправном убиству“ од стране возача Хенрија Пола и папараца који су јурили аутомобил. У пресуди пороте се такође наводи: „Поред тога, смрти покојнице је проузроковала или допринела чињеница да преминули нису били везани појасом и чињеница да је Мерцедес ударио у стуб у тунелу Алма.“
Активни у оспоравању званичне верзије догађаја били су британски таблоид Дејли Експрес и египатски бизнисмен Мохамед Ал Фајед, чији је син Доди у то време био Дајанин партнер и такође је погинуо у несрећи. Године 2003, Дајанин батлер Пол Барел објавио је белешку за коју је тврдио да ју је Дајана написала у октобру 1993, у којој се наводе наводи да је њен муж „планирао 'несрећу' у Дајанином аутомобилу, отказивање кочница и озбиљну повреду главе” да би се поново оженио. Наводно је изразила сличну забринутост у октобру 1995. лорду Мишкону, свом адвокату, да су јој „поуздани извори“ рекли „да ће она и Камила бити остављене по страни“ да би се Чарлс оженио са Тиги Лег-Бурк. Специјални истражни тим Метрополитан полиције основан је 2004. године, Операција Пеџет, на челу са комесаром Џоном Стивенсом да истражи различите теорије завере које су довеле до британске истраге. Ова истрага је испитала 175 тврдњи о завери које је изнео Фајед. Краљ Чарлс је 2005. године, као сведок, рекао Стивенсу да не зна за белешку своје бивше супруге из 1995. године и да не може да разуме зашто је имала та осећања. Фајед је упорно износио оно што је у истрази утврђено као теорије завере и више пута је тврдио да верује да је његов син убијен као и Дајана.

## Хенри Пол
Теоретичари тврде да је возач Мерцедес-Бенз В140, Хенри Пол, био плаћен у служби националне безбедности, иако различите верзије навода називају земљу службе безбедности наизменично као Британија, Француска или Сједињене Државе. Докази за које се тврди да ово поткрепљују потичу углавном из новца који је поседовао у време његове смрти и његовог личног богатства. Ови наводи су обухваћени у четвртом поглављу извештаја о кривичној истрази операције Пеџет. Мохамед Ал-Фајед тврди да је Анри Пол радио за МИ6 и да су му они наместили. Истрага није пронашла никакве доказе да је Хенри Пол био агент било које службе безбедности.
Друга тврдња се односи на поузданост извршених тестова крви, који су указивали да је Пол пио пре него што је преузео контролу над аутомобилом. Закључак француских истражитеља да је Пол био пијан донесен је на основу анализе узорака крви за које је речено да садрже ниво алкохола који је (према Џејевом извештају из септембра 1997. године) био три пута већи од француске законске границе. Ову почетну анализу оспорио је британски патолог којег је унајмио Ал-Фајед. Као одговор, француске власти су спровеле трећи тест, овог пута користећи медицински поуздану стакласту течност из ока, који је потврдио ниво алкохола измерен у крви и такође показао да је Пол узимао антидепресиве.
Тврдило се да ниво алкохола за који се наводи да је пронађен у Половој крви није био у складу са његовим трезвеним понашањем. Професор Роберт Форест, форензички патолог, рекао је да ће алкохоличар попут Пола, са већом толеранцијом на алкохол, бити у стању да изгледа трезвенији него што је заправо био. Породице Додија Фаједа и Хенрија Пола нису прихватиле налазе француске истраге.
Откривено је 2006. да се лорд Стивенс састао са Половим старијим родитељима који су им рекли да њихов син није пијан. Током унакрсног испитивања у британској истрази 2008. године, Стивенс је негирао да је "намерно довео у заблуду" Полове родитеље и рекао да се стање шофера у време несреће не поклапа са полицијском дефиницијом да је пијан, за коју је рекао да се ослања на нечије физичке реакције. Стивенс је рекао да доступни докази сугеришу да је Пол попио само два алкохолна пића, али то није нужно све што је Пол попио, и да је заиста био „под утицајем“ алкохола у време несреће. Експерт који се цитира у извештају проценио је да је Пол попио еквивалент од пет мера Рикарда, његовог омиљеног француског аперитива са укусом сладића, пре вожње.
У два француска ТОКСЛАБ теста, утврђено је да Пол има засићеност хемоглобином угљен-моноксидом од 12,8%, што се дешава када се пигмент који носи гвожђе у крви (хемоглобин) везује за угљен-моноксид (уместо кисеоника). Пушачи обично имају око 10% хемоглобина везаног за угљен моноксид, тако да резултати у његовом случају нису били неуобичајени. Пол је пушио мале Цигарило цигаре у сатима пре несреће. Други тест, подржан од стране противника званичних налаза, показао је да је Пол имао засићеност хемоглобином угљен-моноксидом од 20,7% у време своје смрти; тај резултат, ако је тачан, у комбинацији са брзином дисперзије угљен-моноксида из крвотока, значио би да је Павлова крв имала 40% засићења неколико сати раније, и да он једва да би уопште могао да функционише.
Године 2009. објављено је да узорци ДНК потврђују да су узорци крви са високим нивоом алкохола заиста били од Пола. Ово је утврђено поређењем са узорцима које су дали његови родитељи, показујући да је тестирана крв била Полова и да је имао три пута више од француске законске границе алкохола у крви.

## МИ6
Ричард Томлинсон, бивши официр МИ6 који је отпуштен из обавештајних служби и касније одлежао пет месеци затвора због кршења Закона о службеним тајнама из 1989. године, тврдио је у изјави под заклетвом француској истрази маја 1999. да је британски МИ6 био умешан у несрећи, што сугерише да служба безбедности има документацију која би помогла судији Стефану у његовој истрази. Би-Би-Си је претходног августа пријавио да је тврдио да Пол ради за безбедносне службе и да је један од Дајаниних телохранитеља, или Тревор Рис-Џонс (сада познат као Тревор Рис) или Кес Вингфилд, био контакт за британску интелигенцију. Томлинсон је тврдио да је МИ6 надгледао Дајану пре њене смрти, рекао је Мохамеду Ал Фаједу да је Пол био агент МИ6 и да њена смрт одражава планове које је видео 1992. за убиство тадашњег председника Србије Слободана Милошевића, користећи стробоскопа да заслепи свог шофера.
Томлинсон је 13. фебруара 2008. у истрази рекао да се можда погрешно сетио и да нема доказа да је Пол био агент МИ6 али је на судском заседању претходног дана рекао да је Пол достављао информације МИ6. Говорећи видео-линком из Француске, Томлинсон је признао да се, после интервала од 16 или 17 година, „не може тачно сетити“ да ли је документ који је видео током 1992. заправо предложио употребу стробоскопа за изазивање саобраћаја. судар као средство за убиство Милошевића, иако је коришћење светла у ту сврху било обухваћено његовом обуком МИ6. Операцији Paget је дат приступ без преседана канцеларијама и МИ5 и МИ6 како би се истражиле Томлинсонове тврдње. Касније је откривено да је поменути меморандум био предлог написан у марту 1993. да се изврши атентат на другу српску личност која је одговорна за геноцид, ако дође на власт а не на Милошевића. Штавише, план није укључивао ништа о употреби батеријских лампи.
Додатни докази који дискредитују Томлинсонове тврдње пронађени су у нацртима књиге коју је писао о свом времену проведеном у МИ6 пре него што је затворен 1998. због кршења Закона о службеним тајнама. Нацрт, који датира из 1996. године, позивао се на меморандум и није садржао ниједан детаљ о инсценираној саобраћајној несрећи са батеријским лампама у тунелу.
У истрази је касније рекао анонимни менаџер МИ6 (који се током поступка називао "госпођица X") да МИ6 не води никакав досије ни о принцези ни о Додију, и да није постојао никакав план који би укључивао њих. Истрага је завршена одбацивањем Томлинсонових тврдњи као улепшавања. Даље је коментарисало да је ово улепшавање у великој мери одговорно за стварање теорија да је Дајана убијена.
Томлинсона су ухапсиле француске власти у јулу 2006. у оквиру истраге о Дајаниној смрти. Француска полиција је такође запленила компјутерске фајлове и личне папире из његове куће у Кану.

## Доди Фајед
Један од главних мотива који се наводи за наводно убиство укључује сугестије да је Дајана била трудна са дететом Мохамеда "Додија" Фаједа и да је пар требало да се вери. Наводна несклоност идеји нехришћана унутар британске краљевске породице значила је да се такав однос између мајке будућег краља и египатског муслимана неће толерисати. По мишљењу Мохамеда Ал-Фаједа, које је поновио на суду у истрази у фебруару 2008. године, принц Филип, Чарлс III, Дајанина сестра леди Сара Мекоркодејл и бројни други били су умешани у заверу за убиство принцезе и његовог сина. Џефри Стајнберг такође је изнео теорије да су принцезу од Велса убиле безбедносне службе по инструкцијама принца Филипа. Чланак у Дејли Телеграфу из 1998. у којем се извештава о теоријама завере наводне су раније везе између часописа Executive Intelligence Review и Ал-Фаједа, док је Францис Вин наредне године известио да је Ал-Фаједов портпарол саветовао новинаре да контактирају Стајнберга.
Ал-Фајед је у телевизијским интервјуима изнео тврдњу да је пар требао објавити веридбу у понедељак након несреће, 1. септембра 1997. Операција Paget је коментарисала да би најава такве величине од принцезе од Велса била значајан медијски догађај од светског интереса и захтевала би значајну припрему. Нису пронађени докази да је таква припрема направљена.
Докази надзорне камере приказани на истрази показују да је Доди 30. августа напустио јувелирницу Репоси само са каталогом. Ал-Фајед је рекао да је пар изабрао прстен у Монте Карлу, а Доди га је покупио у Паризу дан пре него што је умро након што је промењен. Ова изјава Ал-Фаједа била је у супротности са изјавама Клода Рулеа, продавача у продавници, и снимцима камере. Снимак показао је да је прстен одабрао званичник хотела Риц. Купио га је Мохамед Ал-Фајед након смрти пара.
Неколико сати пре несреће, поподне 30. августа, Дајанин пријатељ новинар Ричард Кеј примио је позив на свој мобилни телефон од Дајане у којем је питала шта ће се вероватно појавити у недељним новинама следећег дана о њој. Током овог позива, она није споменула било какву најаву коју је намеравала да објави.
Још више открива изјава Дајанине најстарије сестре, леди Саре Мекоркодејл, која је сведочила да је у телефонском разговору са Дајаном у петак 29. августа, Дајана говорила о Додију Фаједу на начин који је њеној сестри дао утисак да је веза на „каменом тлу „. Изјаве других пријатеља и поверљивих лица са којима је Дајана разговарала недељу дана пре смрти, укључујући њеног батлера Пола Барела, њену пријатељицу леди Анабел Голдсмит и њену духовну саветницу Риту Роџерс, биле су једногласне да је одлучна у томе да не жели да се вери или уда за било ко у том тренутку њеног живота. Недељу дана пре него што је умрла, принцеза је рекла Голдсмиту: „Потребан ми је брак као осип на лицу.“
Дајанин бивши приватни секретар, Патрик Џефсон, рекао је за Би-Би-Си реагујући на објављивање извештаја о операцији у децембру 2006. да је њен израз лица на снимку у хотелу Риц на последњој вечери са Додијем Фаједом био онај који би носити када је била незадовољна ситуацијом. Међутим, видео снимци објављени 6. октобра, снимљени су само неколико минута пре њихове смрти, приказују опуштене Дајану и Додија како се држе за руке.
Сведок у истрази био је Хаснат Кан, муслимански кардиохирург пакистанског порекла са седиштем у Лондону, који је са Дајаном имао везу две године. Дајана је истраживала могућност брака са њим. Ово није наишло на противљење краљевске породице и тадашњи принц Чарлс је дао свој благослов. Кан је изјавио да је добио неке расистичке поруке мржње од јавности због везе, али није имао разлога да озбиљно схвати оно што је речено у овој поруци мржње. Такође је изјавио да сматра да се тој вези не противи краљевска породица или било који други огранак британске владе, укључујући службе безбедности. Пол Барел је изјавио да Дајана још увек није преболела раскид са Каном у време њене смрти. Такође је истакнуто да су се Доди и Дајана срели тек нешто мање од седам недеља пре несреће, у Ал-Фаједовој вили у Сент Тропеу 14. јула, што значи да је од њиховог првог сусрета до ноћи несреће прошло само 47 дана. Од тих дана, њихов распоред им је дозвољавао да буду заједно максимално 35 дана. Из анализе Дајаниног стварног кретања, вероватно је да су провели око 23 дана заједно пре несреће.
Џон Макнамара, бивши виши детектив у Скотланд Јарду, водио је Ал-Фаједову сопствену истрагу пет година од 1997. Унакрсно испитан у истрази 14. фебруара, признао је да није нашао никакве доказе о злочиначкој завери да се убије принцеза, или да је била верена или трудна у време своје смрти, осим тврдњи које му је Ал-Фајед пренео.
У јануару 2004.године, бивши мртвозорник Краљичиног дома, др Џон Бартон, рекао је (у интервјуу за Тајмс) да је присуствовао обдукцији принцезиног тела у мртвачници Фулама, где је лично прегледао њену материцу и открио да није трудна. Др Роберт Чепман, који је извршио обдукцију, изјавио је да Дајанина материца и јајници нису показивали знакове трудноће.
У настојању да се испитају тврдње Ал-Фаједа, Операција Paget је извршила научне тестове на крви пре трансфузије која је пронађена у простору за ноге седишта у разбијеном Мерцедесу у којем је принцеза од Велса боравила у време несреће. Утврђено је да ова крв нема траг хЦГ хормона повезаног са трудноћом. Истрага је такође детаљно интервјуисала Дајанине пријатеље који су били у блиском контакту са њом у недељама које су претходиле њеној смрти. Докази добијени од ових сведока били су веома осетљиве природе и већина њих није укључена у извештај о кривичној истрази Операције Paget. Међутим, објављено је да су пријатељи рекли да је имала нормалан менструални циклус и да постоје докази да је користила контрацепцију.
Ал-Фаједова упорност у тврдњи да је Диана трудна навела га је да натера чланове свог особља да кажу медијима да су последњег заједничког дана Дајана и његов син посетили вилу у Паризу у његовом власништву како би изабрали собу „за бебу“. Иако је пар заиста посетио вилу, околности посете су биле преувеличане да се каже да је трајала два сата и да је била у присуству истакнутог италијанског дизајнера ентеријера. Чувар виле, Рубен Марел, осећао се непријатно када је лагао о томе и продао је своју причу часопису наводећи да је посета трајала нешто мање од тридесет минута и да није била у друштву ниједног дизајнера ентеријера. Он је дао фотографије са камера да то докаже и рекао је да је био у присуству Дајане и Додија током целе њихове посете, а да није било разговора о њиховом доласку да живе у вили. Касније је раскинуо договор са Фаједом и покренуо након што га је Ал-Фајед успешно тужио за кршење уговора због видео снимака које је доставио часопису. Високи чланови Ал-Фаједовог штаба дали су погрдне коментаре о Марелу и Тревору Рис-Џонсу у својим изјавама Операцији која је покренута како би проверила чињенице смрти принцезе Дајане. Године 2004, документарни филм Канала 4, Завера Дајане, тврдио је да је батлер у вили који је, у јуну 1998. у интервјуу за документарац тврдио да је показао пару вилу а касније се доказало да он није био тамо јер је био на одмору.
Ал-Фајед је први пут изјавио да је принцеза од Велса била трудна у тренутку њене смрти за Дејли експрес у мају 2001. „Ако је тачно, чудно је да је три и по године "седео на овој важној информацији“, Скот Бејкер је рекао у истрази.

## Видео снимци
Одсуство видео снимака које приказују путовање Мерцедесом од хотела до места несреће често се наводи као доказ организоване завере. Према новинама из 2006. године, било је више од 14 снимака камера у подвожњаку Понт де л'Алма, иако ниједна није снимила снимак фаталног судара.
Судија Ерве Стефан именован је за истражног судију у овом предмету 2. септембра 1997. Тог дана, судским налогом, задужио је полицијску специјалну бригаду да идентификује све видео и фотографске слике дуж руте којом је ишао Мерцедес. Поручник Ерик Гиго предводио је тим који је обавио тај посао, у почетку тако што је неколико пута пратио руту и састављао листу могућих локација. Његов извештај је показао да је тим идентификовао десет локација камера. Ниједна од њих није имала никакве слике релевантне за истрагу, јер су то углавном биле сигурносне камере окренуте према улазима у зграде. Већину камера није одржавао Град Париз; власници објеката за које су били везани управљали су њима приватно. Постојала је камера за праћење саобраћаја изнад подвожњака на самом Плаце де л'Алма, али је то било под контролом Париске урбане саобраћајне јединице. То одељење се затворило око 23 сата, није имало ноћно дежурство и није снимало. Службеници у Информативно-командном центру Главног штаба полиције могли су да наставе да гледају слике које приказује саобраћајна камера у реалном времену, али нису могли да их контролишу.
Тема камера је обрађена у Поглављу 5 извештаја Операције Paget. Такође је откривено да је фотографију која је објављена у књизи Дејвида Коена са натписом да је снимљена непосредно пре него што је аутомобил ушао у тунел, у ствари снимио фотограф док је аутомобил излазио са задње стране Рица.

## Фиат Уно
Анализа олупине Мерцедеса показала је да је имао контакт са белим аутомобилом Фиат Уно који је оставио трагове фарбе на каросерији Мерцедеса. Опсежни покушаји француске полиције да пронађе умешано возило били су неуспешни. Иако нико није видео Фиат у тунелу, неки сведоци су изјавили да су видели Уно како излази из тунела.
Мохамед Ал-Фајед је у својој изјави у јулу 2005. навео да је МИ6 користио бели Фиат Уно као средство за навођење Мерцедеса да скрене и на тај начин удари у страну тунела. Ал-Фајед је даље навео да је Фиат Уно био у власништву француског фоторепортера по имену Жан-Пол Џејмс Андансон, агент безбедносних служби према Ал-Фаједу, који је фотографисао Дајану док је била у његовој вили у Ст. Тропе у јулу 1997. Андансонова смрт у мају 2000, тврди Ал-Фајед, била је или због кривице за оно што је урадио или зато што су га убиле француске или британске службе безбедности да би га ућуткале.
Операција "Paget" је открила да је бели Фиат Уно у власништву Андансона био у неисправном стању, да је у то време био стар девет година, са 325.000 км на километражи и да није био одржавано неколико година раније. Андансонове комшије потврдиле су истинитост овог доказа. Андансон је продао аутомобил у октобру 1997. године. Операција је закључила да је то крајње мало вероватно због стања аутомобила и чињенице да га је Андансон тако отворено решио да је то био онај на месту несреће у Паризу. Француска полиција је прегледала Андансонов аутомобил у склопу својих напора да уђе у траг оној која је дошла у контакт са Мерцедесом у циљу кривичног гоњења возача због непружања помоћи и дошла је до истог закључка. Француска полиција провела је годину дана након несреће тражећи возило и елиминисала је више од 4.000 белих Фиат Уно из своје истраге. Операција је одлучила да је мало вероватно да ће обновљена истрага идентификовати возило које је укључено, пошто је од несреће протекао тако дуг период. Закључено је да је претња кривичним гоњењем за кривично дело лишавања слободе вероватно одвратила возача да иступи у то време.
Пензионисани мајор француске бригаде, Жан Клод Мул, дао је исказ у истрази у фебруару 2008. Андансон је интервјуисан од стране француске полиције у фебруару 1998. и био је у могућности да пружи документарне доказе о његовом кретању претходних 30. и 31. августа који их је уверио да он није могао да буде возач умешаног Фиат Уна. Они су показали да је Андансон могао бити само у својој кући у Лигњересу, 285 км од Париза, у време несреће. Елизабет, његова удовица, рекла је на истрази у Лондону у фебруару 2008. да је њен муж био код куће у кревету са њом у време несреће.
Андансон је умро у мају 2000. Званична пресуда је била самоубиство. Његово тело пронађено је у црном, изгорелом БМВ-у у шуми у близини града Нант, у близини Мијоа, у јужној Француској. Андансонова смрт приписана је проблемима у његовом приватном животу. Истрага о смрти принцезе од Велса из 2008. сазнала је да су откривени докази од његових пријатеља и сарадника да је пре смрти причао о самоубиству тако што је полио бензин у аутомобил и запалио цигару.
У извештају се наводи да је када је аутомобил пронађен, Андансоново тело било на седишту возача аутомобила, а глава му је била одвојена и лежала између предњих седишта. У његовој левој слепоочници била је рупа. Француски патолог је закључио да је ова рупа изазвана интензивном топлотом ватре, а не, на пример, раном од метка.
Операција није пронашла никакве доказе да је Андансон био познат ниједној служби безбедности и супротно Ал-Фаједовим тврдњама, француска полиција је детаљно истражила његову смрт (иако се никада није објаснило где се налазе кључеви од аутомобила). Утврђено је да провала на његово бивше радно место у јуну 2000. године, коју су наводно извршиле службе безбедности, није повезана са његовом смрћу, пошто није украден ниједан предмет који се односи на њега.
Бројне публикације су објавиле да је бели Фиат Уно припадао Ле Ван Тану који је у време несреће био 22-годишњи таксиста. Тан је поседовао бели фијат уно идентичан оном који је ударио мерцедес принцезе од Велса. Жорж и Сабин Дозон су идентификовали Тана као „узбуђеног човека кога су можда видели како вози ауто“. Тан је увек одбијао захтеве за интервјуе. Танов отац је 2006. рекао да је његов син поново напрскао свој бели Уно црвени неколико сати након судара, наводно пробудивши свог брата механичара у ноћи да му помогне. Након тестирања, закључено је да је аутомобил „могао бити умешан у несрећу“, али је Таново учешће у несрећи „одбацила француска полиција јер је рекао да је био на послу те ноћи“. Касније је откривено да је те ноћи рано напустио посао и да је могао бити на месту несреће. Неколико сведока се сећа да је видело човека који одговара његовом опису како излази из тунела неколико секунди након удеса.

## Светла
Алтернативно објашњење за узрок судара су извештаји о јарко белом бљеску непосредно пре него што је аутомобил ушао у тунел, заслепљујући возача. Ричард Томлинсон је изнео ову тврдњу у истрази, али је утврђено да нема веродостојности његовог доказа.
Власти су утврдиле да су три очевица на месту несреће изјавила да су пре пада видели блистав светлосни бљесак. Франсоа Левистре (првобитно Франсоа Леви) је изнео јасну, конкретну тврдњу да је видео блистав бљесак, али су његове три изјаве властима биле у супротности једна с другом. И француски детективи који су водили истрагу након несреће и касније официри који су радили на операцији одбацили су његове доказе. Са мерцедесом иза себе, тврдио је да је видео блиц у свом ретровизору и испричао друге елементе онога што је видео док је преговарао о тешком завоју из тунела. Најважније је, међутим, да је његово сведочење директно супротставила његова тадашња супруга, која је била на сувозачком месту поред њега. Међутим, очевидац Брајан Андерсон, амерички туриста, рекао је детективима да је и он видео сјајан бљесак.
Француска полиција је 1997. године била свесна да је Левистре осуђен у Руану током 1989. године за непоштење и његову каснију затворску казну, и они нису сматрали да је он поуздан сведок. Телевизијски документарни филмови покренули су ово питање; он се појавио као сведок у британској истрази путем видео линка у октобру 2007.
Детаљи исказа очевидаца су детаљно размотрени и службеници операције успели су да открију два нова сведока. Други искази очевидаца се мало помињу на појаву било каквих необјашњивих бљескова на месту несреће. Неколико сведока за које би се очекивало да су видели заслепљујући бљесак нису споменули такву ситуацију. Детаљна реконструкција судара је открила да је ланац догађаја који је довео до неизбежног судара аутомобила са стубом почео много пре него што је био на ушћу тунела где се наводно догодио бљесак. Штавише, стробоскопа типа за који се тврдило да је коришћена је толико моћна да би блиц емитован из њега био довољно јак да осветли веома широку област. То би вероватно заслепило не само Пола, већ и возача белог фијата уна, папараце који их јуре и сведоке који су стајали поред пута. Извештај Операције "Paget" закључује да се наводни бљесак није догодио.

## Појас
Постојала је нека медијска дискусија у априлу 2006. која је сугерисала да је Дајана веран корисник сигурносних појасева и стога је чињеница да су и она и Додијев појас или отказали или нису коришћени била злокобна и могла би да указује на саботажу. Њена сестра, леди Сара Мекоркодејл, касније је рекла да је Дајана „била религиозна у везивању појаса“. Други извори постављају питање да ли је она заиста користила свој сигурносни појас све време, као што је предложено.
"Оно што је сигурно јесте да није била везана појасом и то је погоршало ствари. Желели бисмо да мислимо да бисмо могли да је спасимо, да је била везана", рекао је проф. Андре Лиенхарт, који је прегледао одговор хитне службе за истрагу француске владе о инциденту. ЦНН је извршио анализу несреће почетком септембра 1997. и закључио да би повреде биле мање да су путници били везани појасевима. Закључци су били привремени због ограничених података о конкретном Мерцедесовом моделу јер се лимузина није продавала у САД.
Анализа олупине аутомобила након репатријације у Енглеску 2005. године од стране форензичког истражитеља несрећа из Лабораторије за истраживање саобраћаја са тридесет петогодишњим искуством у име Операције открила је да су сви појасеви били у добром стању осим десног задњег који је био причвршћен за седиште које је Дајана заузимала. Накнадна истрага са француским истражитељима открила је да су они прогласили све појасеве функционалним током прегледа у октобру 1997. године, што сугерише да је до оштећења овог појаса дошло након судара.
У пресуди британске истраге изричито је наведено да је недостатак сигурносних појасева „проузроковао или допринео“ смрти и Додија и Дајане.

## Болница
Први позив на централу хитне помоћи забележен је у 12.26 сати. Хитна помоћ у којој је била принцеза стигла је у болницу Pitié-Salpêtrière у 2.06 сати. Француски систем хитне помоћи придржавао се мантре „остани и играј”, што је значило да пацијент је требало прво да се стабилизује у потпуно опремљеној медицинској амбуланти пре него што буде упућен у специјализовану болницу која би могла да лечи његове или њене повреде, без обзира колико је удаљена. Ипак, ово време је изазвало много коментара везаних за заверу.
Период између удеса и доласка у болницу узима у обзир следеће: време потребно за долазак хитне помоћи; време потребно ватрогасној служби Париза да уклоне Дајану из оштећеног аутомобила; и стварно време путовања од места несреће до болнице. Полицајци Себастијен Дорзе и Лино Гаљадорне били су први службеници хитне помоћи који су стигли на лице места око 12.30 часова. Наредници Гзавије Гурмелом и Филип Бојер стигли су око 12.32 часова. Доктор Жан-Марк Мартино, специјалиста анестетика и интензивне неге и лекара хитне помоћи, стигли су око 12.40 часова, она је извађена из аутомобила у 01.00, након чега је уследио застој срца. После спољне кардиопулмоналне реанимације, њено срце је поново почело да куца. Пребачена је у амбуланту у 1:18 ујутру.
Хитна помоћ је отишла са места несреће у 01:41 и стигла у болницу у 2:06 ујутру – време путовања од приближно 26 минута. Ово је укључивало заустављање које је наредио др Мартино због пада крвног притиска принцезе од Велса и потребе да се с тим суочи. Хитна помоћ је полако путовала по његовим изричитим упутствима. Доктор је био забринут због њеног крвног притиска и утицаја успоравања и убрзања на њено здравствено стање.
Хитна помоћ која је превозила Дајану прошла је поред друге болнице на путу до болнице. Одлуку да се она пребаци у болницу Pitié-Salpêtrière донео је др Марк Лејај који је те ноћи био на дежурству у контроли, у консултацији са др Деросијем, који је био на лицу места. Болница Pitié-Salpêtrière била је главни прихватни центар за пацијенте са вишеструким траумама у Паризу. Лејаи је изјавио да је ова болница ближа, али није опремљена тимовима за операцију срца или неурохируршким тимовима или тимовима обученим да примају пацијенте са вишеструким повредама. Лејаи је такође био свестан да је професор Бруно Риу те ноћи био на дужности у Pitié-Salpêtrière и да је био посебно вешт да лечи њене повреде.

## Балзамовање
Мохамед Ал-Фајед је тврдио да је Дајанино тело намерно балзамовано убрзо након њене смрти како би се осигурало да ће сваки обдукциони тест на трудноћу дати лажан резултат. Др Роберт Чепман, који је извршио обдукцију, изјавио је да течности за балзамирање не би имале утицаја на утврђивање да ли је она трудна или не, јер би физички докази били присутни у њеној материци и јајницима.
Дајанино тело је било похрањено у празној просторији поред собе за хитне случајеве у болници у којој је лечена у болници, пошто је мртвачница била на другој страни болничког круга и нешто даље. Јединице за суви лед и клима уређаји су постављени у просторију да би се охладила, али изгледа да су имали мало успеха.
Две Дајанине сестре и принц Чарлс требало је да виде тело касније тог поподнева пре него што га врате у Уједињено Краљевство. Председник Жак Ширак и његова супруга такође су желели да одају почаст. То је значило да је било врло мало времена да се тело припреми за преглед, и сматрало се неприхватљивим да се њено тело представи њеној породици и председнику Француске у стању у коме се налази. Суочено са овом ситуацијом, болничко особље је одлучило да настави даље са балзамовањем само усменим ауторитетом госпође Мартин Монтеил, локалне старешине полиције, која је уверавала Жана Монсоа „да ће све бити у реду“. Према француском закону, папирологија мора бити завршена пре него што се предузме балзамовање било ког леша који ће вероватно бити подвргнут обдукцији. Ова папирологија је завршена, али тек након што је извршено балзамовање, што је довело до навода о сумњивим околностима. Оптужбе су изнете упркос томе што болничко особље није могло да зна да ли је Дајана трудна или не, пошто би тест на трудноћу био ирелевантан за њен третман након судара и стога није спроведен.

## Специјална ваздушна служба
Војни суд САС је проучавао наводе о убиству Дајане након што је писмо које је написао сведок, војник Н, привукло ширу пажњу. Војник Н, бивши Најтингејлов цимер, био је у затвору због илегалног скривања ватреног оружја и муниције. Метрополитен полиција је 17. августа 2013. објавила да разматра доказе да се војник Н хвалио да Специјална ваздушна служба стоји иза смрти принцезе Дајане. Родитељи отуђене жене војника Н-а су наводно писали команданту Специјалне ваздушне службе, тврдећи да је војник Н рекао својој жени да је јединица „организовала“ Дајанину смрт и да је „заташкана“. Информацију је, како се наводи, пренела Скотланд Јарду Краљевска војна полиција. Међутим, Скотланд Јард је нагласио да ова информација неће довести до поновне истраге и да испитују њену „релевантност и кредибилитет“. Они су такође потврдили да су принц Чарлс и Мохамед Ал Фајед били информисани како је прелиминарни преглед одмицао. Крајем новембра 2013. Скотланд Јард је завршио проучавање наводе и објавио саопштење: „Метрополитенска полицијска служба је прегледала информације и у току је састављање закључака, који ће бити саопштени породицама и заинтересованим странама прво, пре него што се може дати било какав даљи коментар“. Дана 16. децембра, из извештаја је произашло да не постоје „непостоје веродостојни докази“ да је Специјална ваздушна служба била умешана у смрт принцезе и осталих, па стога нема разлог за поновно отварање истраге.